# Ganja Music
Ganja Music è un singolo del rapper italiano Entics interpretato insieme ai Casino Royale.
Il brano è stato estratto dall'album Carpe Diem ed è stato pubblicato dall'etichetta discografica Sony, entrando in rotazione radiofonica l'8 marzo 2013.
Il brano, di tipo rap, critica le nuove generazioni e parla del nuovo e costante utilizzo di droghe sintetiche.